# Billy Summers
Billy Summers es una novela policíaca escrito por el autor estadounidense Stephen King y publicada a través de Scribner, el 3 de agosto de 2021.

## Antecedentes
La novela fue mencionada por primera vez por Stephen King en una entrevista de NPR en abril de 2020, donde habló de tener que cambiar la historia de 2020 a 2019 debido a la Pandemia de COVID-19. Más tarde en el mismo mes, en una conversación transmitida en vivo con John Grisham, King lo mencionó nuevamente, diciendo que era una novela policíaca sobre un sicario.
Billy Summers fue anunciado oficialmente por Entertainment Weekly el 28 de enero de 2021, con fecha de lanzamiento del 3 de agosto de 2021. El anuncio también incluyó un breve extracto.

## Recepción
La novela debutó en el número uno en The New York Times Best Seller list durante la semana que finalizó el 7 de agosto de 2021.
En una crítica entusiasta, John Dugdale de The Sunday Times escribió: "Disciplinado pero aventurero, igualmente bueno en escenas de acción y psicología profunda, King nos muestra con esta novela que, a los 73 años, es un escritor en la cima de su juego. Neil McRobert de The Guardian lo calificó como el "mejor libro en años" de King, elogiando su "propia marca de realismo musculoso y elevado". McRobert escribió que "el extraño equilibrio con la primera mitad lánguida e iluminada por el sol del libro tuvo éxito, en gran parte porque King es muy bueno en el carácter y hace que nos preocupemos por los detalles incidentales".